# Earthshaker
Earthshaker (アースシェイカー) est un groupe de pop rock japonais, originaire d'Osaka. Selon AllMusic, Earthshaker « est sans doute la formation la plus stable, qui comprend le chanteur Masafumi Nishida, le guitariste Shinichiro Ishihara, le bassiste Takayuki Kai, et le batteur Yoshihiro Kudo pendant plus de vingt ans d'existence. »

## Biographie
Le groupe est formé en 1978 à Osaka. Le nom du groupe s'inspire du titre de l'album homonyme de Y&T, à cette période un succès au Japon.
Le chanteur (et bassiste) original, Minoru Niihara, quitte le groupe en 1980 avant tout enregistrement pour former Loudness, et est remplacé par Masafumi « Marcy » Nishida. Le premier album studio du groupe, éponyme, est publié le 21 juillet 1983. Il est suivi par l'EP Blondie Girl, le 5 octobre la même année. Earthshaker réussit à se populariser en Occident grâce à leur album éponyme enregistré pendant leur période à San Francisco, aux côtés du guitariste et producteur Adrian Smith d'Iron Maiden. En 1984 sort leur deuxième album studio, Fugitive, en mars, leur troisième album Midnight Flight,, en octobre, et l'EP T-O-K-Y-O. Les deux albums Midnight Flight et Passion (1985) permettent au groupe de se populariser considérablement à l'échelle nationale. À ce moment, Earthshaker décide de se focaliser sur son pays natal en matière de commerce. En parallèle à de nombreux EP et singles, le groupe publie trois nouveaux albums Over Run (1986), Aftershock (1987), et Smash (1988).
Le groupe publie les albums Real et Yeasterday and Tomorrow en 1993, un an avant sa séparation. Le groupe se sépare en 1994, avant de se reformer en 1999. Entretemps, le guitariste Shinichiro Ishihara forme le groupe SLY avec Minoru Niihara et Munetaka Higuchi, alors ex-Loudness, et Masafumi Nishida forme son propre groupe en 1998, The Marcy Band.
En 2000, ils participent aux côtés du groupe Lazy au festival Hard Rock Summit. En 2007, ils publient leur album Aim. Leur vidéo Aftershock (1987) est rééditée en DVD et annoncée le 14 novembre 2007. En 2008, Nishida forme en parallèle à Earthshaker le groupe spécial de chanteurs Nishidera Minoru, avec son prédécesseur Minoru Niihara de Loudness et Keiko Terada de Show-Ya, avec laquelle il avait déjà enregistré un single en duo sous le nom Hips en 1988, dont les deux titres serviront de génériques à la série anime Borgman. Le 8 décembre 2010, ils publient l'album Back to Nexus au label King Records,. Le 9 avril 2014 sort un album live spécial 30 ans intitulé EARTHSHAKER 30th Anniversary Special Live en format Blu-ray.
En février 2015, le groupe annonce la sortie de son album Bird. Il est publié le 11 mars 2015 chez King Records.
Le 7 novembre 2018, le groupe publie leur nouvel album intitulé The story goes on. Toshio Egawa réintègre le groupe.

## Membres

### Membres actuels
- Shinichiro « Shara » Ishihara - guitare (1978-1994, depuis 2000)
- Yoshihiro Kudo - batterie (1979-1994, depuis 2000)
- Takayuki Kai - basse (1980-1994, depuis 2000)
- Masafumi « Marcy » Nishida - chant (1980-1994, depuis 2000)
- Toshio « Toshi » Egawa - claviers (1987-1994, depuis 2018)

### Anciens membres
- Minoru Niihara - basse, chant (1978-1979)
- Yoshinobu Watanabe - batterie (1978)

## Discographie

### Albums studio
- 1983 : Earthshaker
- 1984 : Fugitive
- 1984 : Midnight Flight
- 1985 : Passion
- 1986 : Over Run
- 1987 : Aftershock
- 1988 : Smash
- 1989 : Treachery
- 1990 : Pretty Good!
- 1992 : Earthskaher
- 1993 : Real
- 1993 : Yeasterday and Tomorrow
- 2001 : Birthday
- 2003 : Soko-Ni Aru Shi (そこにある詩)
- 2004 : Faith
- 2007 : Aim
- 2008 : Quarter
- 2009 : The Course of Life
- 2010 : Back to Nexus
- 2011 : Pray for the Earth
- 2013 : The Earthshaker
- 2015 : Bird
- 2018 - The Story Goes On

### EP
- 1983 : Blondie Girl
- 1984 : T-O-K-Y-O
- 1984 : Exciting Mini
- 1985 : ありがとう君に
- 1985 : Exciting Mini 2
- 1987 : Shaker's Shakies

### Compilations
- 1987 : The best of Earthshaker
- 1988 : The Ballads of Earthshaker
- 1988 : The Collection of Earthshaker
- 1994 : Remain
- 1994 : Decade
- 1995 : The Very Best of Earthshaker
- 2000 : more - Earthshaker in Vancouver
- 2002 : The Best of NEXUS YEARS
- 2002 : earthshaker.jp/type A
- 2002 : Golden Best
- 2005 : 1987-1992 CD and DVD The Best
- 2011 : Re-Masters - Best of Nexus Years
- 2012 : Super Best

### Album live
- 2014 : 30th Anniversary Special Live

### Singles
- 1984 : More
- 1984 : Radio Magic
- 1986 : Little Girl
- 1987 : 愛だけは消さないで
- 1987 : 炎に身を焦がして
- 1988 : Don't Look Back (générique de Borgman)
- 1989 : Treachery
- 1993 : Say Goodbye

### Vidéos
- ON TOUR '84 FUGITIVE : 1984/06/21
- MIDNIGHT FLIGHT : 1984/10/21
- PASSION THE MOVIE : 1985/11/21
- LIVE IN 武道館 : 1986/03/21
- LIVE IN 武道館: 1986/04/05 (live)
- AFTER SHOCK : 1987/10/05
- SO GOOD! : 1990/12/10
- REAL LIVE (ライブ) : 1993/12/10
- LAST LIVE : 1995/03/01
- LIVE SHAKER : 2000/08/07
- GANG FIRE TOUR : 2001/08/08
- "ROCK OF AGES 2006" EARTHSHAKER LIVE : 2007/03/03
- The Making of QUARTER : 2008/03/15
- 30th Anniversary Special Live : 2014/04/09